# Akademik Fedorov
Die Akademik Fedorov (russisch Академик Фёдоров) ist ein russisches Forschungsschiff des Arktischen und Antarktischen Forschungsinstituts.
Es wurde in Rauma in Finnland für die Sowjetunion gebaut und am 8. September 1987 fertiggestellt. Das Schiff wurde nach dem sowjetischen Polarforscher Jewgeni Fjodorow benannt. Das Schiff hatte am 24. Oktober 1987 die Jungfernfahrt. 2019 war es an der MOSAiC-Expedition beteiligt.

## Russische Nordpol-Expedition im Jahr 2007
Die Akademik Fedorov machte Schlagzeilen, als Russland im August 2007 Anspruch auf das Gebiet am Nordpol erhob, während sich das Schiff in der Nähe dessen befand. Dort erkundete die Akademik Fedorov bzw. 100 Forscher mittels zweier Forschungs-U-Boote den Lomonossow-Rücken, um etwaige Land- bzw. Hoheitsansprüche nach dem Seerechtsübereinkommen geltend machen zu können, für den Fall, dass der Unterwassergebirgszug eine geologische Erweiterung russischen Staatsgebiets gewesen wäre.
Dänemark behauptete, der Lomonossow-Grat sei eine geologische Erweiterung von Grönland, einem autonomen Bestandteil von Dänemark, während Kanada behauptete, der Lomonossow-Rücken sei eine Erweiterung des Ellesmere Island und also zu Kanada gehörend.